# Romain Maes
Romain Maes, född 10 augusti 1912 i Zerkegem, Västflandern, död 22 februari 1983 i Grand-Bigard, var en belgisk professionell tävlingscyklist. 
Maes segrade i Tour de France 1935.

## Meriter
| 1933 Vinnare totalt av Tour de l'Ouest 3:a i Paris–Dunkerque 1934 Vinnare av etapp 4 i Paris–Nice Vinnare av etapp 1 i Tour de l'Ouest 3:a i Paris–Bryssel 7:a i Paris–Roubaix 1935 Vinnare totalt av Tour de France Vinnare av etapperna 1, 11 och 21 3:a i Paris–Rennes 3:a i Omloop der Vlaamse Gewesten | 1936 Vinnare av Circuit de Paris 2:a i Paris–Roubaix 1938 2:a i Paris–Bryssel 1939 Vinnare av etapp 1a (ITT) i Tour de France Vinnare av Omloop der Vlaamse Gewesten 2:a i Flandern runt 10:a i Paris–Tours 1935 3:a i Paris sexdagars med Sylvère Maes |